# Río San Gabán
Der Río San Gabán (im Oberlauf Río Macusani, im Mittellauf Río Ollachea) ist ein 110 km (einschl. Quellflüssen: 130 km) langer linker Nebenfluss des Río Inambari in Südost-Peru in der Provinz Carabaya der Verwaltungsregion Puno.

## Flusslauf
Der Río San Gabán entsteht südlich der Kleinstadt Macusani auf einer Höhe von etwa 4360 m am Zusammenfluss von Río Niñahuisa und Río Chillimita. Die Quellflüsse des Río San Gabán entspringen auf Höhen von 5000 m in der peruanischen Ostkordillere. Der Fluss strömt in überwiegend nördlicher Richtung durch das Gebirge. Die Fernstraße Transoceánica (Nationalstraße 34B) folgt dem Flusslauf. Der Río San Gabán passiert bei Flusskilometer 105 Macusani. Bei Flusskilometer 65 liegt die Ortschaft Ollachea am linken Flussufer. Bei Flusskilometer 56 befindet sich ein Wehr am Flusslauf. Ein Teil des Flusswassers wird zum Wasserkraftwerk San Gabán II abgeleitet und gelangt erst 12 Kilometer talabwärts wieder in den Fluss. 17 km oberhalb der Mündung liegt die Ortschaft Lanlacuni Bajo, Verwaltungszentrum des Distrikts San Gabán, am linken Flussufer. Der Río San Gabán mündet schließlich auf einer Höhe von etwa 440 m in den nach Nordwesten strömenden Río Inambari.

## Einzugsgebiet und Hydrologie
Der Río San Gabán entwässert ein Areal von etwa 3400 km². Die westliche Wasserscheide bildet die Grenze zur benachbarten Verwaltungsregion Cusco. Im Südwesten befindet sich die Cordillera de Vilcanota mit dem vergletscherten Gebirgsmassiv des Quyllur Puñuna (5743 m). Im Osten liegt das kleine vergletscherte Bergmassiv Allincapac (5805 m). Der mittlere Abfluss des Río San Gabán beträgt 197 m³/s. Der Río San Gabán ist nach dem Río Araza der zweitgrößte Nebenfluss des Río Inambari.